# Londyńskie Towarzystwo Geologiczne
Londyńskie Towarzystwo Geologiczne (ang. The Geological Society of London) – najstarsze towarzystwo geologiczne na świecie i największe w Europie. 
Powołane w 1807, na bazie wcześniejszego klubu naukowego działającego od 1796. Celem organizacji jest wspieranie badań naukowych w zakresie geologii oraz ich popularyzacja. W swojej londyńskiej siedzibie w Burlington House (od 1874), prowadzi bibliotekę naukową. 
Towarzystwo przyznaje szereg prestiżowych nagród. Najwyższą z nich jest medal Wollastona, ustanowiony w 1831, a od 1835 wręczany corocznie.